# Латифов, Мирза Садиг
Мирза Садиг Латифов (азерб. Mirzə Sadıq Lətifov, 1852, Шуша,  Шушинский уезд, Елизаветпольская губерния, Российская империя — 1901, Шуша, Шушинский уезд, Елизаветпольская губерния, Российская империя) — азербайджанский поэт, врач и педагог XIX века, член литературного общества «Меджлиси-фарамушан».

## Биография
Мирза Садиг родился в 1852 году в городе Шуша. Он принадлежит к семье Латифовых известных в Карабахе и Шуше. Его отец, Мирза Абдуллатиф, был священнослужителем, учителем и каллиграфом. Его дед Молла Келбали был одним из духовных лиц, приближенных к дворцу Ибрагим Халил-хана. Баба-бек Шакир писал о нём в своих стихах и называл учёным. Начальное образование Садиг получил от своего старшего брата Моллы Мехдигулу. Затем он отправился в Тебриз, чтобы продолжить свое образование. Там он учился у главврача учился Мирза Абдулхасана, одиноггьиз крупнейших ученых того периода. Затем он продолжил свое образование у одного немца. Он закончил высшее образование и вернулся в Шушу. Мирза Садиг Латифов занимался медициной и преподаванием в Шуше. Он лечил дочь хана Хуршидбану Натаван и обучал ее детей. Мирза Садиг преподавал шариат в Шушинском реальном училище. Одним из его учеников был Юсиф Везир Чеменземинли. Мирза Садиг был поэтом и писал стихи под псевдонимами «Табиб»и «Хиджри». Он был женат на женщине по имени Гюльбахар. У них родились сыновья Абдулхасан и Махмуд и дочь Зулейха-ханым. Мирза Садиг Латифов скончался в 1901 году и был похоронен на кладбище Мирза Хасан.